# Île Salm
L'île Salm (en russe : остров Сальм; Ostrov Sal'm) est une île de la terre François-Joseph.

## Géographie
Située au sud-ouest de la Terre de Wilczek dont elle est séparée par le détroit de Murmanez (пролив Мурманец) et au sud-est de l'île Lütke dont elle est séparée par le détroit du Fram, c'est la plus au sud des grandes îles de l'archipel. D'une longueur de 17 km, de forme arrondie, elle a une superficie de 278 km². Son point culminant, nommé Chernysheva mesure 381 m d'altitude. Un autre pic culmine lui à 373 m. Elle est à 96,4 % glacée à l'exception de son cap sud. Son cap ouest se nomme Cap Levchenko. Le 60e méridien traverse l'île.

## Histoire
Découvert le 26 mars 1874 par Julius von Payer et Karl Weyprecht, elle a été nommée en l'honneur de la dynastie autrichienne des Salm-Hoogstraeten. 